# Santiago Casas i Duarte
Santi Casas (Terrassa, 1967) és enginyer en informàtica.
Va entrar a la xarxa a primers dels 90 a través de Compuserve. A mitjans dels 90 va participar en la posada en marxa d'alguns dels primers IPSs catalans com IBERNET Telematica i va acabar sent-ne director. S'ha especialitzat en temes d'identitat digital i seguretat jurídica de la xarxa, s'ha dedicat a temes de certificació digital i avui és emprenedor en dos projectes diferents: Validated ID —serveis d'identitat digital segura— i NJOI —xarxa social del món de l'esport. El 2008 va començar a escriure el seu blog i va entrar a Twitter. Sempre ha estat vinculat a moviments de democràcia radical, open i internacionalistes. És soci de Greenpeace, Som Energia i Guifi.net, entre d'altres.
Objector de consciència plantat, el 1991 va participar en la fundació d'Els Verds a Terrassa, participant a nivell català, espanyol i europeu. El 1999 va ser cap de llista d'Els Verds a les eleccions municipals de Terrassa. “Vaig estar als Verds fins que Iniciativa per Catalunya ens va usurpar definitivament el branding”, explica. Els darrers anys participa amb Pirates de Catalunya. “Avui el moviment pirata és el que millor reflecteix la meva forma d'entendre la democràcia. Sobre el dret a decidir, els pirates diem allò de dret a decidir-ho tot”, afegeix.